# Сиалкот (аэропорт)
Сиалкот (англ. Sialkot International Airport) (ИАТА: SKT, ИКАО: OPST) — международный аэропорт, расположен в городе Сиалкоте, крупном промышленном центре пакистанской провинции Пенджаб.

## История
Аэропорт в Сиалкоте был построен в 2001 году. В 2005 году аэропорт подвергся масштабной реконструкции. Имеет самую длинную взлётно-посадочную полосу (3600 метров) среди аэропортов государства.